# (2976) Lautaro
(2976) Lautaro ist ein Asteroid des äußeren Hauptgürtels, der von dem chilenischen Astronomen Carlos Torres am 22. April 1974 am Observatorio Cerro El Roble (IAU-Code 805) entdeckt wurde. Unbestätigte Sichtungen des Asteroiden hatte es vorher schon mehrere gegeben: am 27. Oktober 1903 mit der vorläufigen Bezeichnung A903 UG an der Landessternwarte Heidelberg-Königstuhl, am 2. Dezember 1953 (1953 XA) an der Königlichen Sternwarte von Belgien in Uccle, am 2. Juli 1957 (1957 NB) am argentinischen Observatorio Astronómico de La Plata, am 1. Dezember 1965 (1965 XA) am Goethe-Link-Observatorium in Indiana und am 30. Dezember 1972 (1972 YP1) am Krim-Observatorium in Nautschnyj.
Der Asteroid gehört zur Cybele-Gruppe, einer dynamischen Gruppe von Asteroiden jenseits der Hecuba-Lücke. Die Umlaufbahnen der Mitglieder stehen in 7:4-Resonanz zum Planeten Jupiter, wodurch sie stabilisiert werden. Die Gruppe wurde nach dem Asteroiden (65) Cybele benannt. (2976) Lautaro hat eine dunkle Oberfläche mit einer Albedo von 0,0522 (± 0,007) und einen mittleren Durchmesser von 38,42 (± 2,3) Kilometern.
Der Asteroid dreht sich in 17,41 (± 0,08) Stunden um sich selbst und hat damit eine langsame Rotationsgeschwindigkeit. Die Lichtkurvenanalyse zur Bestimmung der Rotationsperiode wurde vom 1. bis 3. September 2007 am Oakley Observatory in Terre Haute, Indiana mit einem 35-cm-Celestron-Teleskop durchgeführt.
(2976) Lautaro wurde am 26. März 1986 nach Lautaro (auf Mapudungun Leftaru) benannt, einem Kriegshäuptling (Toqui) der Mapuche im Arauco-Krieg in Chile aus dem 16. Jahrhundert.